# 巴力西卜

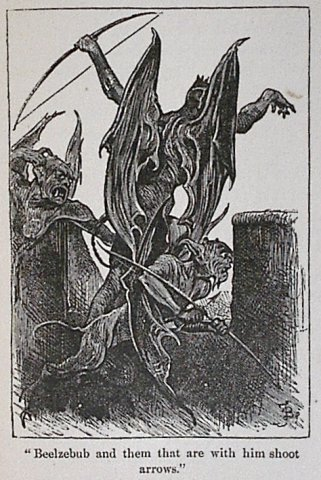
《天路歷程》中的巴力西卜

巴力西卜（Beelzebub 或 Beel-Zebub），又譯為別西卜、巴爾札布，天主教譯為贝耳则步，意思為“蒼蠅王”，非利士人的神，新約聖經中稱別西卜為「魔王」，后人认为其对应聖經中七大罪的暴食。惡魔學裡認爲他是地獄的最高統帥，約翰·米爾頓將其描绘成似外貌威嚴的智者，是最強大的墮天使。

## 語源
“Beelzebub”一詞來自《列王紀下》（
），希伯來聖經原文作“Ba'al Zəbûb”，是非利士人崇拜的神。一般的说法是“Ba'al Zəbûb”直译即“苍蝇王”，这可能与非利士人崇拜蒼蠅的習俗有關。烏加里特人也認為別西卜（烏加里特語：Baal）會驅使蒼蠅、使人得病。
“Beelzebul”一詞則來自《所罗门之约》，這裡它作為魔王（Prince of Demons）和原天使統領出現。這可能是路西法的另一種稱呼。
此外，別西卜還也見於聖經的其他章節中，如《馬太福音》第十二章25~28《路加福音》第十一章17~20：
|  | 耶稣知道他们的意念，就对他们说：凡一国自相纷争，就成为荒场；一城一家自相纷争，必站立不住； 若撒但赶逐撒但，就是自相纷争，他的国怎能站得住呢？ 我若靠着别西卜赶鬼，你们的子弟赶鬼又靠着谁呢？这样，他们就要断定你们的是非。 我若靠着神的灵赶鬼，这就是神的国临到你们了。 |

## 文學中的形象

### 《失樂園》
在《失樂園》中記載，別西卜墮落前，是一位純善的天使，並且還是在天使中等級最高的六翼熾天使，它不光擁有高貴無暇的六翼，還直接服侍於上帝，屬於熾天使聖歌隊的一員。但是卻在接觸指引人類的過程中，悄然發生了轉變，不知道是因為發現了秘密還是感受到了人類的不合理之處，別西卜竟變得失去了理智，開始質疑起上帝的旨意和人類存在的意義，而當路西法率領著天國三分之一的天使反叛時，身為智者的別西卜，明明知道上帝不可戰勝，卻仍然參加了這種必敗無疑的戰爭，並且當路西法敗下陣時，別西卜便第一個帶領著其他的墮天使們舉劍而上，拉開了戰爭的帷幕。而也正因為如此，在墮天使們被戰敗時，別西卜的下場便極為慘烈，它不僅被上帝活生生撕扯下了一對羽翼，變為了四翼，還被從天國之中拋下，與路西法一同，在混沌之中墜落了九個昏晨，才落到了地獄深處，就連原本潔白無瑕的羽翼，也被地獄的火焰和濃煙，熏染的漆黑醜陋。別西卜墮落後，成為了撒旦級中的魔王，並在七宗罪中代表暴食，同時在地獄中擁有統領眾鬼的權力，所以被稱為鬼王，而蒼蠅王的形態亦是很有名的。

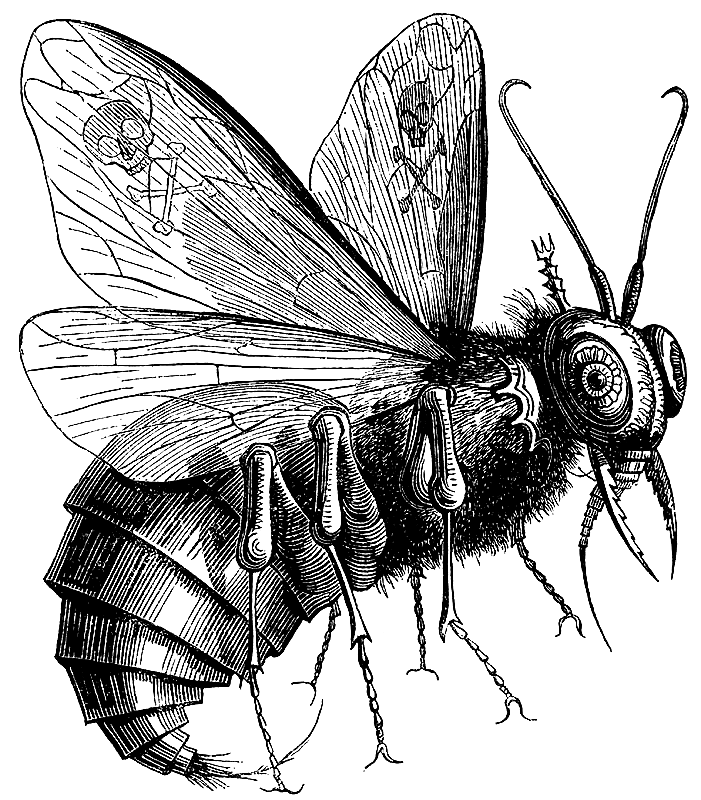
科兰·戴·布兰西在《地獄辭典》第6版插畫描述的巴力西卜（1863年，巴黎）

### 《蝇王》
《蝇王》（英語：Lord of the Flies）是威廉·戈尔丁发表于1954年的寓言体長篇小說。書名暗指这种“恶魔”存在于每个人的内心当中。书中赛门也曾指出孩子们所害怕的“怪兽”其实就藏在孩子们内心当中。
戈尔丁以此命名是為了獸性戰勝人性的道德主題，故事中的孩子害怕莫須有的怪物，但其實怪物就在人心，是人把樂園變成了屠場。內容讲述了一群被困在荒岛上的儿童在完全没有成人的引导下如何建立起一个脆弱的文明体系。最终由于人类内心的黑暗面导致这个文明体系无可避免地被野蛮与暴力所代替。主题是备受争议的人性、个体权益与集体利益的冲突，是当代英文小说中的经典。威廉·戈尔丁也为此获得1983年诺贝尔文学奖。

## 次文化
- 漫畫《惡魔奶爸》 — 日本作家田村隆平以此所著的漫畫。
- 漫畫《魔王經紀人》 — CCC創作集作家黑夏以此為參考所著的漫畫。
- 漫畫《鬼燈的冷徹》—日本作家江口夏實以此所著的漫畫。
- 漫畫《召喚惡魔》 — 日本作家久保保久以惡魔為故事題材所著之漫畫。
- 漫畫《B之食卓》 — 日本作家天道糖以惡魔與地獄美食為故事題材所著之漫畫。
- 漫畫《只要別西卜大小姐喜歡就好》 — 日本作家matoba以惡魔為故事題材所著之漫畫。
- 漫画《終末的女武神》中為神對人的最終對決當中第八回合眾神方的鬥士，亦是害零福強制變成波旬的幕後黑手。
- 遊戲《暗黑破壞神2》—最終魔王巴爾，也是迪亞布羅兄長之一的一位魔王。
- 動畫/遊戲《數碼寶貝》— 別西卜獸/墮天地獄獸。
- 遊戲《Helltaker》 — 別西卜 遊戲旁白，隱藏結局的人物。
- 遊戲《碧藍幻想》— 巴力巴布，企圖統一多個不同次元的世界，成為凌駕一切的存在。
- 遊戲《原神》— 巴爾澤布，雷神雷電影的神名。
- 遊戲《蔚藍檔案》—格黑娜的風紀委員會長空崎陽奈的神話原型。
- 輕小說《約會大作戰》——反轉精靈本條二亞的魔王〈神蝕篇帙〉。
- 輕小說《持續狩獵史萊姆三百年，不知不覺就練到LV MAX》——別西卜，魔族的農業大臣。
- 輕小說《關於我轉生變成史萊姆這檔事》 — 主角利姆露持有技能 大罪系究極技能《暴食之王》別西卜。
- 乙女向遊戲《Obey Me!》—— 比爾希巴伯，七兄弟中象徵暴食的六男。
- 歐美《地獄旅館》—— 別西卜，暴食環環主
- 漫畫《迦楠大人的白給是惡魔級》—— 別西卜，女主角迦楠的父親

## 外部連接
- Catholic Encyclopedia: （页面存档备份，存于）  Beelzebub
- Jewish Encyclopedia: （页面存档备份，存于）  Beelzebub